# Campionati europei di ciclismo su pista 2023 - Velocità a squadre maschile
La velocità a squadre maschile ai Campionati europei di ciclismo su pista 2023 si svolse l'8 febbraio 2023 presso il Velodrome Suisse di Grenchen, in Svizzera.

## Risultati

### Qualificazioni
Le prime otto si qualificarono per il primo turno.
| Pos. | Squadra                                                               | Tempo  | Distacco | Note |
| ---- | --------------------------------------------------------------------- | ------ | -------- | ---- |
| 1    | Paesi Bassi Harrie Lavreysen Tijmen van Loon Roy van den Berg         | 42"826 |          | Q    |
| 2    | Gran Bretagna Alistair Fielding Jack Carlin Joseph Truman             | 43"145 | +0"319   | Q    |
| 3    | Francia Timmy Gillion Sébastien Vigier Melvin Landerneau              | 43"335 | +0"509   | Q    |
| 4    | Polonia Maciej Bielecki Mateusz Rudyk Patryk Rajkowski                | 43"879 | +1"053   | Q    |
| 5    | Germania Luca Spiegel Maximilian Dörnbach Marc Jurczyk                | 44"023 | +1"197   | Q    |
| 6    | Italia Matteo Tugnolo Matteo Bianchi Mattia Predomo                   | 44"256 | +1"430   | Q    |
| 7    | Spagna José Moreno Alejandro Martínez Ekain Jiménez                   | 44"590 | +1"764   | Q    |
| 8    | Rep. Ceca Jakub Šťastný Dominik Topinka Robin Wagner                  | 45"150 | +2"324   | Q    |
| 9    | Ungheria Bálint Csengői Norbert Szabó Sándor Szalontay                | 45"553 | +2"727   |      |
| 10   | Lituania Laurynas Vinskas Justas Beniušis Vasilijus Lendel            | 45"605 | +2"779   |      |
| 11   | Grecia Ioannis Kalogeropoulos Miltiadis Charovas Sotirios Bretas      | 45"687 | +2"861   |      |
| 12   | Ucraina Mykhajlo-Jaroslav Dyd'ko Bohdan Danyl'čuk Vladyslav Denysenko | 45"935 | +3"109   |      |

### Primo turno
Gli accoppiamenti delle batterie furono definiti in base ai tempi delle qualificazioni:
- quarta classificata contro quinta;
- terza classificata contro sesta;
- seconda classificata contro settima;
- prima classificata contro ottava.

Le squadre vincitrici delle batterie furono classificate in base al proprio tempo: le 2 migliori si qualificarono per la finale per la medaglia d'oro, le altre 2 per quella per il bronzo.
| Pos. | Batt. | Squadra                                                        | Tempo  | Distacco | Note |
| ---- | ----- | -------------------------------------------------------------- | ------ | -------- | ---- |
| 1    | 4     | Paesi Bassi Harrie Lavreysen Jeffrey Hoogland Roy van den Berg | 42"272 |          | QO   |
| 2    | 3     | Gran Bretagna Alistair Fielding Hamish Turnbull Joseph Truman  | 42"977 | +0"705   | QO   |
| 3    | 2     | Francia Timmy Gillion Sébastien Vigier Melvin Landerneau       | 43"164 | +0"892   | QB   |
| 4    | 1     | Germania Luca Spiegel Maximilian Dörnbach Marc Jurczyk         | 43"870 | +1"598   | QB   |
| 5    | 1     | Polonia Maciej Bielecki Mateusz Rudyk Patryk Rajkowski         | 43"970 | +1"698   |      |
| 6    | 2     | Italia Matteo Tugnolo Matteo Bianchi Mattia Predomo            | 44"071 | +1"799   |      |
| 6    | 4     | Rep. Ceca Jakub Šťastný Dominik Topinka Martin Čechman         | 44"071 | +1"799   |      |
| 8    | 3     | Spagna José Moreno Alejandro Martínez Ekain Jiménez            | 44"320 | +2"048   |      |

### Finali
| Finale per la medaglia d'oro     |                                                                |        |        |
| 1                                | Paesi Bassi Harrie Lavreysen Jeffrey Hoogland Roy van den Berg | 42"325 |        |
| 2                                | Gran Bretagna Alistair Fielding Hamish Turnbull Jack Carlin    | 43"565 | +1"240 |
| Finale per la medaglia di bronzo |                                                                |        |        |
| 3                                | Francia Timmy Gillion Sébastien Vigier Melvin Landerneau       | 43"332 |        |
| 4                                | Germania Luca Spiegel Maximilian Dörnbach Marc Jurczyk         | 44"501 | +1"169 |